# Justice League: Warworld
Série Tomorrowverse
Legion of Super-Heroes
(2023) Justice League: Crisis on Infinite Earths
(2024)
Pour plus de détails, voir Fiche technique et Distribution.
Justice League: Warworld est un film d'animation américain, réalisé par Jeff Wamester, sorti directement en vidéo en 2023, 51e film de la collection DC Universe Animated Original Movies.
Le film s'inscrit dans la continuité scénaristique Tomorrowverse.

## Synopsis
Warworld est un lieu où les combats ne cessent jamais. Wonder Woman de Terre-2 s'interpose dans un combat entre Bat Lash et Jonah Hex au Far West. À Skartaris (en), Travis Morgan mène une rébellion d'esclaves des mines contre le magicien Deimos (en). Dans les années 1950, dans une atmosphère de film noir, Clark Kent et King Faraday (en) enquêtent sur le crash d'un OVNI.

## Fiche technique
- Titre original : Justice League: Warworld
- Réalisation : Jeff Wamester
- Scénario : Jeremy Adams, Ernie Altbacker et Josie Campbell, d'après les personnages de DC Comics
- Musique : Michael Gatt
- Direction artistique du doublage original : Wes Gleason
- Montage : Bruce A. King
- Animation : Edge Animation
- Production : James Krieg et Kimberly S. Moreau
- Sociétés de production : Warner Bros. Animation et DC Studios
- Société de distribution : Warner Bros. Home Entertainment
- Pays de production :  États-Unis
- Langue originale : anglais
- Format : couleur
- Genre : animation, super-héros et fantastique
- Durée : 89 minutes
- Dates de sortie :
  - États-Unis : 25 juillet 2023
  - France : 23 août 2023
- Classification :
  - États-Unis : R (interdit -17 ans)
  - France : n/a

 Sauf indication contraire, les informations mentionnées dans cette section peuvent être confirmées par la base de données cinématographiques IMDb,  présente dans la section « Liens externes ».

## Distribution

### Voix originales
- Jensen Ackles : Batman / l'officier Wayne
- Darren Criss : Superman / l'agent Kent
- Stana Katic : Wonder Woman / Diana Prince de Terre-2
- Ike Amadi : J'onn J'onzz / Martian Manhunter
- Troy Baker : Jonah Hex
- Matt Bomer : « le vieil homme »
- Roger Cross : Machiste
- Brett Dalton : Bat Lash
- John DiMaggio : Lobo
- Robin Atkin Downes : Mongul
- Frank Grillo : King Faraday
- Damian O'Hare : Deimos
- Teddy Sears : Travis Morgan / Warlord

### Voix françaises
- Adrien Antoine : Batman / l'officier Wayne
- Thibaut Lacour : Superman / l'agent Kent
- Véronique Desmadryl : Wonder Woman / Diana Prince de Terre-2
- Boris Rehlinger : J'onn J'onzz / Martian Manhunter
- Serge Biavan : Jonah Hex
- Günther Germain : Machiste
- Jérémie Covillault : Lobo
- Thierry Buisson : Mongul
- Pascal Germain : King Faraday
- Frédéric Souterelle : Deimos
- Patrick Raynal : Travis Morgan / Warlord

Société de doublage VF : Deluxe, adaptation VF : Anthony Panetto, direction artistique VF : Virginie Ledieu
 Source : voix originales et françaises sur Latourdesheros.com.

## Accueil
Hayden Mears d'IGN a donné au film la note de 6/10